# 112 – Sie retten dein Leben
112 – Sie retten dein Leben war eine deutsche Daily Soap im Stil einer Actionserie, die von 2008 bis 2009 montags bis freitags um 17 Uhr auf RTL ausgestrahlt wurde. Die Episoden dauerten jeweils 22 Minuten und behandelten in verschiedenen Einsatzszenarien die Zusammenarbeit zwischen Feuerwehr, Polizei, Rettungsdienst und einem Hubschrauber auf einer gemeinsamen Wache.

## Hintergrund
Die Serie wurde seit dem 14. Februar 2008 in Hürth-Kalscheuren bei Köln produziert, spielt jedoch in Düsseldorf. Ausführende Produktionsfirma war action concept. Für die Innenaufnahmen wurde auf dem Produktionsgelände ein ca. 500 m² großes Fernsehstudio neu erbaut. Die Außenaufnahmen der Wache zeigen die Feuerwache 6 der Landeshauptstadt Düsseldorf. Manche Szenen, besonders Massenkarambolagen oder Autounfälle, wurden auf der FTL Germany gedreht.
Zunächst gab RTL 50 Folgen der Action-Soap in Auftrag, nach Vorlage erster Proben wurden 30 weitere in Auftrag gegeben. Trotz des mäßigen Erfolges bestellte man weitere 30 Folgen nach, so dass insgesamt 110 Folgen produziert wurden. Die letzte Folge wurde am 5. Februar 2009 ausgestrahlt.

## Ausstrahlung
Die Serie wurde im Jahr 2008 erstmals ausgestrahlt. Aufgrund der unter der Erwartung gebliebenen Einschaltquoten wurde die Serie nach Ausstrahlung der 110. Folge in einer Staffel im Jahre 2009 eingestellt und es wurden keine weiteren Folgen mehr produziert.
Jahre nach der Erstausstrahlung wurden Teile der Serie immer wieder auf YouTube veröffentlicht. Jedoch wurden sie immer wieder von RTL gelöscht. Im Zuge einer Löschaktion im Jahr 2015 wurden alle 110 Folgen für einige Monate kostenlos auf RTLnow gezeigt. Im Verlauf benötigte man aber ein Abonnement, um die Folgen zu sehen.
Seit 2019 wurden die Folgen auf RTL Plus gezeigt und können seitdem auch kostenlos auf TVNOW angesehen werden.

## Besetzung

### Hauptdarsteller
| Schauspieler           | Rollenname                  | Folgen     | Tätigkeit                                                                                     |
| ---------------------- | --------------------------- | ---------- | --------------------------------------------------------------------------------------------- |
| Petra Gumpold          | Hanna Gahrmann, geb. Krause | 1          | Disponentin                                                                                   |
| Barbara Theween        | Hanna Gahrmann, geb. Krause | 3–110      | Disponentin                                                                                   |
| Mats Reinhardt         | Peter Wells                 | 1–108      | Hubschrauberpilot                                                                             |
| Sandra Maria Schlegel  | Dr. Kristin Driesen         | 1–110      | Verwaltungschefin und Ministerialrätin                                                        |
| Simona Brokmann        | Rita Brandt                 | 1–110      | Disponentin, ehemalige Polizistin (laut Folge 35 verlor sie bei einem Einsatz ihr Augenlicht) |
| Wiebke Zielke          | Jennifer „Jenny“ Sauer      | 1–110      | Sekretärin                                                                                    |
| Joachim Raaf           | Martin Carstens             | 1–110      | Dienststellenleiter, Erster Polizeihauptkommissar                                             |
| Dominic Saleh-Zaki     | Florian „Flo“ Carstens      | 1–110      | Polizeikommissar                                                                              |
| Martina Maria Reichert | Doreen Melzer               | 1–110      | Polizeiobermeisterin                                                                          |
| Mariam Kurth           | Nicole Held                 | 1–110      | Polizeiobermeisterin                                                                          |
| Gernot Schmidt         | Ingo Bender                 | 1–110      | Brandoberinspektor, Einsatzleiter, stellvertretender Dienststellenleiter                      |
| Matthias Rödder        | Kadir Karabulut             | 1–110      | Hauptbrandmeister, zweiter Einsatzleiter                                                      |
| Philip Köstring        | Dimitri Papapostoulou       | 1–110      | Rettungssanitäter, Feuerwehrmannanwärter                                                      |
| Joséphine Thiel        | Stefanie „Steffi“ Felten    | 1–110      | Paramedic                                                                                     |
| Björn Kirschniok       | Heiko Ehrich                | 2–109      | Polizeiobermeister (ab Folge 100), vorher: Polizeimeister                                     |
| Tanja Lanäus           | Dr. Judith Voss             | 2–110      | Notärztin                                                                                     |
| Max Alberti            | Dr. Tom Wagner              | 3–110      | Notarzt                                                                                       |
| Christopher Kohn       | Kevin Vogel                 | 4–109      | Zivildienstleistender                                                                         |
| Luisa Wietzorek        | Anna Rösler                 | 20, 34–110 | Freiwilliges Soziales Jahr bei der Feuerwehr                                                  |
| Frank Behnke           | Nils Sellmann               | 83–110     | Dienststellenleiter                                                                           |
| Vanida Karun           | Franka Tiefenthal           | 83–110     | Sekretärin                                                                                    |
| Ellen Grell            | Antonia „Toni“ Baumann      | 89–109     | Hauptbrandmeisterin                                                                           |
| Dennis Scholz          | Mirko Wittern               | 89–109     | Oberbrandmeister                                                                              |

## Personal
Nur einige der jeweiligen Teammitglieder sind Hauptdarsteller der Serie. Die übrigen Einsatzkräfte sind Statisten oder Nebenrollen-Akteure.
Polizei
Das Polizeiteam bildeten Polizeiobermeisterin Doreen Melzer, Polizeimeister (später Polizeiobermeister) Heiko Ehrich,  Polizeiobermeisterin Nicole Held und Polizeikommissar Florian Carstens, der Sohn des Ex-Wachenleiters Martin Carstens.
Feuerwehr
Das Feuerwehrteam bilden der Einsatzleiter Oberbrandinspektor Ingo Bender, der Stellvertretende Einsatzleiter Hauptbrandmeister Kadir Karabulut und Anna Rösler, die bei der Feuerwehr ein Freiwilliges Soziales Jahr macht. Später stoßen mit Oberbrandmeister Mirko Wittern und Hauptbrandmeisterin Antonia „Toni“ Baumann zusammen mit weiteren Kollegen dazu.
Rettungskräfte
Das Rettungsteam bilden Notärztin Dr. Judith Voss, der Rettungssanitäter Dimitri Papapostolou, die Paramedic Steffi Felten, die eine Zeit lang mit Martin Carstens zusammen war, nun aber gemerkt hat, dass sie dessen Sohn Florian liebt und jetzt auch mit ihm zusammen ist, Zivildienstleistender Kevin Vogel und Notarzt Dr. Tom Wagner, der erst während der Serie zum Team hinzukommt, und vorübergehend in einem anderen Land Hilfsdienste leistete.
Einsatz- und Wachleitung
Regelmäßig auf der Wache anwesend sind ein Disponent, der Dienststellenleiter Nils Sellmann, die Verwaltungschefin Dr. Kristin Driesen, die Sekretärinnen Jenny Sauer, Franka Tiefenthal und Rettungshubschrauberpilot Peter Wells.
Episodenrollen
Neben dem Hauptcast gab es einen großen Nebencast für Episodenrollen. Insgesamt spielten über 150 Schauspieler Unfallopfer, Zeugen und Täter in den einzelnen Folgen der Serie. Viele Episodendarsteller hatten früher schon anderen Film- und TV-Formaten Auftritte, es waren jedoch auch einige Newcomer zu sehen.

## Kritik
Fachleute bemängelten, dass die Serie nicht im Geringsten mit der Realität in Einklang zu bringen sei. Dies ist zwar bei Serien dieser Art nicht selten der Fall, die Macher von 112 – Sie retten dein Leben hätten in den Augen vieler Feuerwehrangehöriger, Rettungsdienstmitarbeiter und Polizeibeamten das erträgliche Maß jedoch weit überschritten.
Insbesondere Erste-Hilfe-Ausbilder der Hilfsorganisationen befürchteten, dass Zuschauer in Notfällen die dort gezeigten Maßnahmen anwenden und somit eine reale Gefahr für andere darstellen.
Die Serie steckt außerdem voller „handwerklicher Schlampereien“; so rücken die Einsatzkräfte regelmäßig mit anderen Fahrzeugen aus als den später an der Einsatzstelle vorhandenen, und der Dienststellenleiter wird mit unterschiedlichen Namen genannt. Außerdem reagiert die blinde Leitstellendisponentin auf das Nicken ihrer Kollegen.
Bei den Einsatzfahrten ist ein Folgetonhorn zu hören, aber die Blaulichter sind ausgeschaltet. In der Realität sind bei eingeschaltetem Folgetonhorn immer die Blaulichter aktiviert.
Den Beruf von Steffi („Paramedic“) gibt es nicht in Deutschland. In Deutschland war zum Zeitpunkt der Produktion der Rettungsassistent die umfangreichste nicht-ärztliche Ausbildung im Rettungsdienst.
Unrealistisch ist die gemeinsame Unterbringung von Polizei, Feuerwehr, Rettungsdienst und Leitstelle im selben Gebäude ohne räumliche Trennung. Dies ist in der Realität nicht möglich, weil gesetzliche Regelungen und Dienstvorschriften z. B. aus Sicherheitsgründen die klare räumliche Abtrennung eines Polizeireviers von seiner Umgebung und einen Eingang mit Schleusenfunktion zwingend vorschreiben. Es gibt zwar in Deutschland solche Kombiwachen, in die ein Polizeirevier integriert ist, jedoch ist dort das Revier optisch abgetrennt. Auch die gemeinsame Leitung der in der Serie dargestellten Rettungsorganisationen ist in der Realität kaum durchführbar, da die Durchführung dieser Aufgaben gesetzlich auf unterschiedlichen Verwaltungsebenen angesiedelt ist. So untersteht die Polizei dem jeweiligen Bundesland (Innenminister), der Rettungsdienst obliegt dem Landkreis (Landrat, kann entweder in Eigenregie durchgeführt oder an Hilfsorganisationen und Wirtschaftsunternehmen übertragen werden), und die Feuerwehren werden durch die Kommunen (Bürgermeister) aufgestellt.
Unrealistisch sind auch die in der Serie durchgeführten medizinischen Maßnahmen und die Benutzung der medizinischen Gerätschaften. Beispielsweise wird mittels Stethoskop ein Kammerflimmern festgestellt (was nicht möglich ist), die Behandlung erfolgt mit „Salzlösung“ (welche auf dem Boden liegt und somit bergauf in den Patienten fließen müsste). Weder wird eine EKG-Analyse durchgeführt noch ein Defibrillator eingesetzt. Der fehlende Bezug zur Realität äußert sich in zahlreichen weiteren Einsatzsituationen.
Ferner könnte die Vermischung von polizeilicher und nicht-polizeilicher Gefahrenabwehr negative Auswirkungen auf die Akzeptanz und das Verhalten der Bevölkerung gegenüber der nicht-polizeilichen Gefahrenabwehr haben. Wenn die Neutralitätsvermutung gegenüber Feuerwehr, Rettungsdienst und Katastrophenschutz nicht mehr gegeben ist, laufen Mitarbeiter in diesem Bereich Gefahr, mit den polizeilichen Ordnungsbehörden verwechselt zu werden. Dies kann u. a. bei Patientengruppen, die ein Interesse an der Verschwiegenheit haben, zu Misstrauen und Problemen führen.

## Trivia
Der Vorspann wurde auf der Hauptfeuerwache der Berufsfeuerwehr Wuppertal-Elberfeld gedreht. Der in der Serie zu sehende Rettungswagen ist ein ehemaliger Rettungswagen der Feuerwehr Wuppertal.